# Grzegorz Rosiński

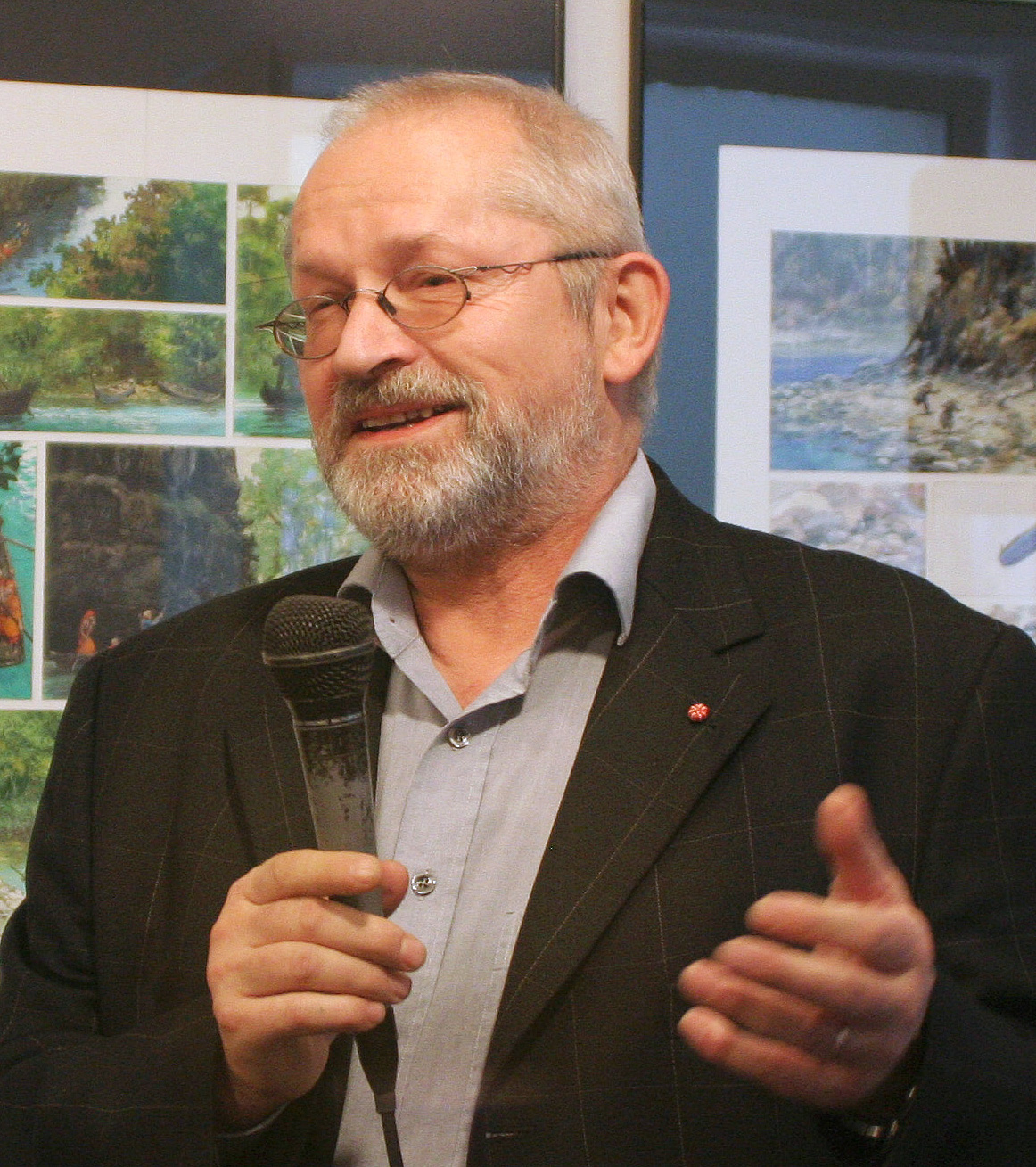
Grzegorz Rosiński

Grzegorz Rosiński (* 3. August 1941 in Stalowa Wola, Polen) ist ein polnischer Comiczeichner, Maler und Grafiker. Bekannt wurde er vor allem durch die Comicreihe Thorgal, die, wie auch Die große Macht des kleinen Schninkel, in Zusammenarbeit mit dem belgischen Autor Jean van Hamme entstand. Die Texte der von Rosiński gezeichneten Reihe Hans stammen von André-Paul Duchâteau.
Seine ersten Comics veröffentlichte Rosiński im Alter von 16 Jahren. Später absolvierte er die Schule für Bildende Künste (Liceum Sztuk Plastycznych) sowie die Akademie der Schönen Künste (Akademia Sztuk Pięknych) in Warschau. Im Jahr 1968 startete Rosiński seine ersten beiden Comic-Serien, Kpt. Żbik und Kpt. Kloss, die er bis 1972 zeichnete. Aufgrund seiner Mitarbeit bei den polnischen Comic-Zeitschriften Alfa und Relax wurde der belgische Verlag Lombard auf Rosiński aufmerksam und im Jahr 1977 erschien der unter dem Pseudonym Rosek gezeichnete Comic La Croisière Fantastique im Magazin Spirou. Im selben Jahr erfolgte Rosińskis Wechsel zu Tintin, für das er die Fantasy-Reihen Thorgal und Hans schuf. Im Jahr 1982 folgte seine Übersiedlung nach Belgien. Seit 1992 lebt Rosiński in der Schweiz in der Walliser Gemeinde Mollens.
Für die Alben der Reihe Thorgal ist Rosiński, der bei seinen Zeichnungen auch Inking und Lettering übernimmt, mit mehreren internationalen Preisen ausgezeichnet worden. Für sein künstlerisches Gesamtwerk wurde er im September 2006 mit dem hohen Orden Polonia Restituta der Republik Polen geehrt.
2010 wurde er mit dem belgischen Orden Leopolds II. ausgezeichnet.

## Werke
- Le grand pouvoir du Chninkel. 1988; dt. Die grosse Macht des kleinen Schninkel. Carlsen, 1989.
- Western. 2001; dt. Western. Schreiber & Leser, 2001.
- Thorgal. 36 Bände, seit 1977; dt. bei Carlsen und Splitter.
- La Vengeance du Comte Skarbek. 2 Bände, 2004–2005; dt. als Skarbek bei Schreiber & Leser.
- Complainte des landes perdues. 4 Bände, 1993–1998; dt. als Das verlorene Land bei Egmont Ehapa, 2014 als Gesamtausgabe in einem Band bei Splitter.
- Hans. 6 Bände, 1983–1996; dt. bei Stripspiegel. Eine dreibändige Gesamtausgabe der ursprünglich zwölfbändigen Serie erschien 2015 bei Splitter.